# Grand cimetière d'Orléans
Le grand cimetière est comme son nom l'indique le cimetière le plus important d'Orléans et du département du Loiret. Il longe la voie du chemin de fer et son entrée se trouve boulevard Lamartine.

## Histoire et description
Ce cimetière, de 15 hectares aujourd'hui, a été ouvert en 1896 après que les cimetières Saint-Jean et Saint-Vincent ont été détruits. Certaines tombes de ces anciens cimetières ont été transférées ici, comme celle du comédien Fleury. Ce cimetière dont le plan est en forme de poisson se trouve sur un espace plat, sablonneux et non arboré hormis l'allée principale et l'allée transversale. Le patrimoine ancien est réduit à quelques chapelles de notables près de l'entrée et de rares tombes parfois à médaillon (lieutenant-colonel Louis Beaugé, l'aviateur Serge Boineaud...) dans la section A, mais tout le reste est couvert de tombes modernes standardisées sans signes distinctifs ou religieux. L'ensemble laisse une impression de grande monotonie. Le cimetière pour répondre aux nouvelles normes phytosanitaires ne pratique plus le désherbage chimique.
Il comporte un carré militaire, un ossuaire, un jardin du souvenir.

## Personnalités inhumées
- Anatole Bailly (1833-1911), helléniste, auteur du fameux dictionnaire grec-français (chapelle)
- Baron Pierre Bigot de Morogues (1776-1840), géologue,,économiste, pair de France
- Joseph-Abraham Bénard dit Fleury (1750-1822), acteur de théâtre
- Rémi Boucher de Molandon (1805-1893), érudit local, auteur d'ouvrages sur Jeanne d'Arc (chapelle)
- Abbé Edmond Desnoyers (1806-1902), historien, directeur du musée archéologique d'Orléans et du musée Jeanne-d'Arc, fondateur de la Société archéologique de l'Orléanais (médaillon)
- Gontran Gauthier (1906-1966), Compagnon de la Libération
- Jean-Baptiste Paillet (1784-1861), avocat, coauteur de la première édition du manuel du Droit français (sarcophage)
- Charles Pensée (1799-1871), peintre, illustrateur
- Antoine Petit (1722-1794), médecin anatomiste
- Fernand Rabier (1855-1933), député du Loiret radical-socialiste, maire d'Orléans
- Louis Renouard (1835-1899), peintre (buste)
- Louis Roguet (1824-1850), sculpteur (colonne)
- Xavier Saint-Macary (1948-1988), acteur (section C)
- Gabriel-François Serenne (1796-1882), philanthrope, fondateur de l'orphelinat orléanais éponyme (obélisque)
- Roger Toulouse (1918-1994), peintre
- Eugène Vignat (1815-1895), député du Loiret (pyramide)
- Jean Zay (1904-1944), homme politique du Front populaire. Cénotaphe, ses cendres ayant été transférées au Panthéon[4]
- Jacques Servier (1922-2014), docteur en médecine et en pharmacie, chef d'entreprise et milliardaire français.